# 沙荡村
沙荡村，是中国江苏省响水县陈家港镇的一个村级行政区。
2019年3月21日，距沙荡村约一公里的天嘉宜化工厂发生爆炸。
该村的建筑受损严重。门窗以及卷帘门受损或变形。
截至当天 20:00 (UTC+8)，村民未接到疏散指令。

## 行政区划
截至2018年，该地区被中华人民共和国国家统计局视为镇中心区，属于陈家港镇，由沙荡居委会管辖。
同时，该地区也是响水生态化工园区（2006年收归县管体制）的一部分。

## 参阅
- 陈家港镇
- 响水生态化工园区
- 2019年响水县化工厂爆炸事故